# Marquis Youngston
Marquis Youngston (Virginia Beach, 31 dicembre 1980) è un wrestler statunitense.
È stato sotto contratto con la World Wrestling Entertainment e militava nella Florida Championship Wrestling, federazione di sviluppo con il nome di Marcus Owens.

## Carriera

### WWE

#### Florida Championship Wrestling (2008-2009; 2010-2012)
Youngston firma un contratto di sviluppo con la WWE nel 2008 e viene mandato in FCW con il nome di Vic Adams. Debutta vincendo un tag team match in coppia con Charles Evans contro Jay Bradley & Mike Mondo il 3 maggio 2008. Forma subito un tag team con Evans ma i due vengono sconfitti dai campioni di coppia FCW (Primo Colon & Eric Escobar) e poi anche da Tyson Kidd & Heath Slater. Combatte il suo primo match da singolo il 2 agosto 2008, perdendo contro Alex Riley. Continua la sua ricerca di un partner e prova con Michael Tarver, ma i due vengono sconfitti da Lucky Cannon & Imani Lee. Il 7 maggio 2009, in coppia con Husky Harris, sconfigge Derrick Bateman & Donny Marlow.
Il 19 giugno, in coppia con DJ Gabriel, viene sconfitto da Justin Gabriel & Kris Logan. Viene licenziato dalla WWE nell'agosto 2009. Prima di andarsene, perde un match contro Wes Brisco.
Nell'agosto 2010, Youngston firma un nuovo contratto di sviluppo con la WWE e assume il nome di Marcus Owens. Debutta il 21 settembre 2010, sconfiggendo un jobber. Il 28 ottobre, partecipa ad un 6-man gauntlet match insieme a Damien Sandow, Donny Marlow, Calvin Raines e Cable Jones contro Big E Langston, perdendo. L'11 novembre, partecipa ad una battle royal a 5 uomini contro Bobby Dutch, Big E Langston, Roman Leakee e Damien Sandow che viene vinta da quest'ultimo. Forma poi un tag team con Xavier Woods ma il 2 dicembre lui, Woods e Bo Rotundo, vengono sconfitti da Titus O'Neil, Byron Saxton e Damien Sandow. Il 9 dicembre, Owens & Woods hanno l'opportunità di conquistare gli FCW Florida Tag Team Championship ma vengono sconfitti dai campioni O'Neil & Sandow. Owens, inizia il 2011 con una sconfitta in un 6-man tag team match in squadra con Tito Colon e Hunico contro Peter Orlov, Jinder Mahal & James Bronson. Nei tapings FCW dell'11 aprile, viene sconfitto da Ricardo Rodriguez.
Owens fa il suo ritorno al Tampa Show del 5 gennaio 2012 dopo 8 mesi di stop a causa di un infortunio, prendendo parte ad un 8-man tag team match in squadra con Dante Dash, Jason Jordan e Kevin Hackman battendo la squadra opposta formata da Colin Cassady, Corey Graves, Nick Rogers e Peter Orlov. Nei tapings del 12 gennaio, Owens perde per sottomissione contro Antonio Cesaro.
Il 3 febbraio 2012, viene ufficializzato il licenziamento del wrestler Marcus Owens.

### Florida Underground Wrestling (2012-presente)
Youngston, a seguito del licenziamento da parte della WWE, ritorna nei circuiti indipendenti esibendosi per la Florida Underground Wrestling. Il 17 febbraio, debutta in un 6-man tag team match insieme a Kahagas e Ryan Howe, battendo Francisco Ciatso, Mickael Zaki e The Cuban Assassin. Il 21 febbraio, sigla anche il suo primo successo da singolo, battendo Wayne Van Dyke. Il 28 febbraio, sconfigge Sam Elias per Count-Out. I match con Elias continuano e anche il loro secondo scontro viene vinto da Owens per count-out. Il 13 marzo, si affrontano in un Lumberjack Match che finisce in No Contest. Il 3 aprile, sconfigge Tony Sprout.

## Titoli e riconoscimenti
Pro Wrestling ZERO 1 USA
- CCW Heavyweight Championship (1)